# Fleabag
Fleabag es una comedia dramática británica para televisión creada y escrita por Phoebe Waller-Bridge, basado en su monólogo individual presentado por primera vez en 2013. Originalmente producida por Two Brothers Pictures para el canal digital BBC Three en un acuerdo de coproducción con Amazon Studios, Waller-Bridge interpreta al personaje principal, una joven londinense de espíritu libre y sexualmente activa pero enojada y confundida. Sian Clifford también protagoniza, mientras que Andrew Scott se unió al elenco en la segunda temporada. La protagonista con frecuencia «rompe la cuarta pared» para proporcionar una exposición, monólogos internos y un comentario continuo a la audiencia.
La serie se estrenó el 21 de julio de 2016 y concluyó su segunda temporada el 8 de abril de 2019. Recibió elogios de la crítica, particularmente por su escritura, actuación y la singularidad y personalidad de la personaje principal. Waller-Bridge ganó el premio de la Academia Británica de Televisión a la Mejor Interpretación de Comedia Femenina por la primera temporada. La segunda serie recibió 11 nominaciones al premio Primetime Emmy y ganó seis, con Waller-Bridge ganando Mejor Serie de Comedia, Mejor Actriz Principal y Mejor Escritura para una Serie de Comedia; Clifford, Olivia Colman y las estrellas invitadas Fiona Shaw y Kristin Scott Thomas recibieron nominaciones adicionales de actuación. La serie recibió el Globo de Oro a la Mejor Serie de Televisión y Mejor Actriz por Waller-Bridge, y una nominación para Scott. La serie se estrenó en televisión lineal en España el 4 de octubre de 2020 en el canal Cosmo.

## Trasfondo
La serie es una adaptación de la propia Waller-Bridge, de un monólogo, con el mismo nombre, que presentó en el Fringe Festival de Edimburgo de 2013, y en el que ganó el primer premio. La idea inicial del personaje de Fleabag provino del reto de una amiga, en el que Waller-Bridge tenía que crear un sketch de diez minutos para contar una historia de una noche.

## Reparto

### Principal
- Phoebe Waller-Bridge como Fleabag.
- Sian Clifford como Claire, la hermana de Fleabag.
- Olivia Colman como la madrastra de Fleabag.
- Bill Paterson como el padre de Fleabag.
- Brett Gelman como Martin, el marido de Claire.

### Recurrente

#### Temporada 1
- Hugh Skinner como Harry, exnovio de Fleabag.
- Hugh Dennis como gerente del banco.
- Jenny Rainsford como Boo, fallecida, mejor amiga de Fleabag.
- Ben Aldridge como chico de «por el culo», uno de los intereses amorosos de Fleabag.
- Angus Imrie como Jake, el hijo adolescente de Martin e hijastro de Claire.
- Jamie Demetriou como chico del autobús, uno de los intereses amorosos de Fleabag.

#### Temporada 2
- Andrew Scott como el sacerdote.
- Fiona Shaw como psicóloga de Fleabag.
- Kristin Scott Thomas como Belinda, una exitosa mujer de negocios con la que Fleabag se reúne en una ceremonia presentada por Claire.
- Ray Fearon como Hot Misogynist, abogado e interés amoroso de Fleabag.
- Christian Hillborg como Klare, finlandés compañero de negocios de Claire.
- Jo Martin como Pam, mujer que trabaja en la iglesia del sacerdote.

## Episodios
| Temporada | Temporada | Episodios | Episodios | Emisión original    | Emisión original     |
| Temporada | Temporada | Episodios | Episodios | Primera emisión     | Última emisión       |
| --------- | --------- | --------- | --------- | ------------------- | -------------------- |
|           | 1         | 6         | 6         | 21 de julio de 2016 | 25 de agosto de 2016 |
|           | 2         | 6         | 6         | 4 de marzo de 2019  | 8 de abril de 2019   |

### Temporada 1 (2016)
| N.º en serie | N.º en temp. | Título                   | Dirigido por   | Escrito por          | Fecha de emisión original |
| ------------ | ------------ | ------------------------ | -------------- | -------------------- | ------------------------- |
| 1            | 1            | «Episode 1» «Episodio 1» | Tim Kirkby     | Phoebe Waller-Bridge | 21 de julio de 2016       |
| 2            | 2            | «Episode 2» «Episodio 2» | Harry Bradbeer | Phoebe Waller-Bridge | 28 de julio de 2016       |
| 3            | 3            | «Episode 3» «Episodio 3» | Harry Bradbeer | Phoebe Waller-Bridge | 4 de agosto de 2016       |
| 4            | 4            | «Episode 4» «Episodio 4» | Harry Bradbeer | Phoebe Waller-Bridge | 11 de agosto de 2016      |
| 5            | 5            | «Episode 5» «Episodio 5» | Harry Bradbeer | Phoebe Waller-Bridge | 18 de agosto de 2016      |
| 6            | 6            | «Episode 6» «Episodio 6» | Harry Bradbeer | Phoebe Waller-Bridge | 25 de agosto de 2016      |

### Temporada 2 (2019)
| N.º en serie | N.º en temp. | Título                   | Dirigido por   | Escrito por          | Fecha de emisión original |
| ------------ | ------------ | ------------------------ | -------------- | -------------------- | ------------------------- |
| 7            | 1            | «Episode 1» «Episodio 1» | Harry Bradbeer | Phoebe Waller-Bridge | 4 de marzo de 2019        |
| 8            | 2            | «Episode 2» «Episodio 2» | Harry Bradbeer | Phoebe Waller-Bridge | 11 de marzo de 2019       |
| 9            | 3            | «Episode 3» «Episodio 3» | Harry Bradbeer | Phoebe Waller-Bridge | 18 de marzo de 2019       |
| 10           | 4            | «Episode 4» «Episodio 4» | Harry Bradbeer | Phoebe Waller-Bridge | 25 de marzo de 2019       |
| 11           | 5            | «Episode 5» «Episodio 5» | Harry Bradbeer | Phoebe Waller-Bridge | 1 de abril de 2019        |
| 12           | 6            | «Episode 6» «Episodio 6» | Harry Bradbeer | Phoebe Waller-Bridge | 8 de abril de 2019        |

## Distribución y difusión
BBC Three fue la emisora inicial de la serie. Sin embargo, una reposición de la misma se emitió por BBC Two entre el 21 agosto y el 25 de septiembre de 2016. La segunda temporada se emitió simultáneamente en BBC One los lunes a las 22:35 junto con BBC Three, como parte de un bloque de una hora a partir del 4 de marzo de 2019.
La serie fue escogida por el servicio de vídeo bajo demanda Amazon Video, estrenándose en Estados Unidos el 16 de septiembre de 2016. Fleabag también está disponible en el canal IFC de Estados Unidos. 
La serie ha tenido un remake francés llevado a cabo por Jeanne Herry, titulado Mouche (‘mosca’, en francés), el cual comenzó a emitirse el 3 de junio de 2019 en el canal de pago Canal +. Mouche es un remake cercano, aunque ambientado en París, con Camille Cottin en el papel protagonista.

## Recepción de la crítica
| Temporada | Temporada | Rotten Tomatoes     | Metacritic       |
| --------- | --------- | ------------------- | ---------------- |
|           | 1         | 100 % (40 críticas) | 88 (19 críticas) |
|           | 2         | 100 % (94 críticas) | 96 (21 críticas) |

Ambas temporadas de Fleabag han recibido aclamación por parte de los críticos de televisión. En la revisión del sitio web Rotten Tomatoes, las dos temporadas han recibido una calificación de aprobación del 100 %. La primera temporada de la serie recibió una calificación promedio de 8.5/10, nota basada en cuarenta comentarios, con una crítica consensuada que dice: «Inteligente y brutalmente divertida, Fleabag es conmovedora, una comedia tremendamente innovadora acerca de una complicada joven mujer que navega por las secuelas de un trauma». La segunda temporada de la serie recibió una puntuación media de 9.2/10, basada en setenta comentarios, con un consenso crítico que lee: «Fleabag salta de nuevo a la palestra con una arriesgada segunda temporada, que mantiene el frenético ingenio y el delicado corazón de su predecesora, repleto del carisma infatigable de Phoebe Waller-Bridge». En el sitio web Metacritic, la primera temporada de la serie recibió una nota media de 88 sobre 100, basada en diecinueve críticas, mientras que la segunda temporada de la serie recibió una puntuación de 96 sobre 100, basada en diecinueve de las críticas, consiguiendo ambas «aclamación universal».
Emily Nussbaum de The New Yorker describe la primera temporada de la serie como «un mecanismo de precisión de humor negro, una fábula pervertida y afectada sobre la existencia de una mujer soltera». Maureen Ryan en Variety la llamó «mordazmente divertida», concluyendo que «mucho después de que se aparta de su irreverencia y chistes sobre el sexo, y de su ingenio engañoso y falibles personajes humanos, se revela que en realidad es una tragedia». Hank Stuever de The Washington Post dijo que se caracterizaba como una «divertida, muy profana, pero sorprendentemente conmovedora dramedia». Mike Hale en The New York Times elogió la serie por su «inquieta, casi salvaje energía y su actitud de bofetada en la cara». Mary McNamara del Los Angeles Times la elogió por su imprevisibilidad, su actuación y «clarividencia de la verdad que, a menudo, se convierte, como toda buena comedia, en bastante devastadora».
Serena Davies de The Daily Telegraph alabó la segunda temporada de la serie como «una casi perfecta obra de arte». María Elizabeth Williams de Salon elogió su «brillante canto del cisne», encontrando el final de la serie satisfactorio y «bien merecido». Para Rolling Stone, Alan Sepinwall escribió que la «tragicómica obra maestra alcanza nuevas alturas en su segunda temporada». James Poniewozik de The New York Times escribió que «la nueva temporada se siente inmediatamente confidente, aunque inevitablemente menos innovadora. Sin embargo, continúa avanzando en su forma». Sobre el final de la serie, Hannah Jane Parkinson de The Guardian lo describió como «el más electrizante y devastador final de televisión en años», escribiendo de la segunda temporada «parece que muchos de los que no vieron la primera temporada, o que pensaron que no estuvo a la altura de las expectativas, se han convertido».

## Premios y nominaciones
| Año  | Premio                                              | Categoría                                               | Nominado(a)                                  | Resultado | Ref.   |
| ---- | --------------------------------------------------- | ------------------------------------------------------- | -------------------------------------------- | --------- | ------ |
| 2016 | Premios de la Crítica Televisiva de 2017            | Mejor actriz en una serie de comedia                    | Phoebe Waller-Bridge                         | Nominada  |        |
| 2016 | Premios de la Crítica Televisiva de 2017            | Mejor serie de comedia                                  | Fleabag                                      | Nominada  | [ 33 ] |
| 2016 | Premios de la revista Broadcast                     | Mejor programa de comedia                               | Fleabag                                      | Nominado  | [ 34 ] |
| 2016 | Premios de la revista Broadcast                     | Mejor programa original                                 | Fleabag                                      | Ganador   | [ 34 ] |
| 2016 | Premios de la revista Broadcast                     | Mejor programa multicanal                               | Fleabag                                      | Ganador   | [ 34 ] |
| 2017 | Premios Dorian                                      | Mejor show televisivo olvidado del año                  | Fleabag                                      | Nominado  | [ 35 ] |
| 2017 | Premios NME                                         | Mejor serie de televisión                               | Fleabag                                      | Ganadora  | [ 36 ] |
| 2017 | Premios de los escritores de Gran Bretaña           | La mejor comedia de situación en televisión             | Fleabag - «Episodio uno»                     | Ganadora  | [ 37 ] |
| 2017 | Premios de la Real Sociedad de Televisión Británica | Mejor guion – Comedia                                   | Phoebe Waller-Bridge                         | Ganador   | [ 38 ] |
| 2017 | Premios de la Real Sociedad de Televisión Británica | Revelación                                              | Phoebe Waller-Bridge                         | Ganadora  | [ 38 ] |
| 2017 | Premios Broadcasting Press Guild                    | Mejor escritora                                         | Phoebe Waller-Bridge                         | Ganadora  | [ 39 ] |
| 2017 | Premios BAFTA de la Televisión                      | Mejor guion de comedia                                  | Fleabag                                      | Nominado  | [ 40 ] |
| 2017 | Premios BAFTA de la Televisión                      | Mejor interpretación femenina en un programa de comedia | Olivia Colman                                | Nominada  | [ 40 ] |
| 2017 | Premios BAFTA de la Televisión                      | Mejor interpretación femenina en un programa de comedia | Phoebe Waller-Bridge                         | Ganadora  | [ 40 ] |
| 2017 | Premios BAFTA de la Televisión para profesionales   | Mejor edición: Ficción                                  | Gary Dollner                                 | Nominado  | [ 41 ] |
| 2017 | Premios BAFTA de la Televisión para profesionales   | Mejor escritor: Comedia                                 | Phoebe Waller-Bridge                         | Nominada  | [ 41 ] |
| 2017 | Premios BAFTA de la Televisión para profesionales   | Premio al talento revelación                            | Phoebe Waller-Bridge                         | Nominada  | [ 41 ] |
| 2017 | Premios TCA                                         | Logro sobresaliente en comedia                          | Fleabag                                      | Nominado  | [ 42 ] |
| 2017 | Premios TCA                                         | Logro sobresaliente individual en comedia               | Phoebe Waller-Bridge                         | Nominada  | [ 42 ] |
| 2017 | Premios Ninfa dorada                                | Mejor serie televisiva de comedia                       | Fleabag                                      | Ganadora  | [ 43 ] |
| 2017 | Premios Ninfa dorada                                | Mejor actriz en una serie de comedia                    | Phoebe Waller-Bridge                         | Ganadora  | [ 43 ] |
| 2017 | Premios Rockie                                      | Mejor serie cómica - En inglés                          | Fleabag                                      | Ganadora  | [ 44 ] |
| 2017 | Premios Gotham de cine independiente                | Serie revelación - Larga duración                       | Fleabag                                      | Ganadora  | [ 45 ] |
| 2019 | Premios TCA                                         | Programa del año                                        | Fleabag                                      | Nominado  |        |
| 2019 | Premios TCA                                         | Logro sobresaliente en comedia                          | Fleabag                                      | Nominada  |        |
| 2019 | Premios TCA                                         | Logro sobresaliente individual en comedia               | Phoebe Waller-Bridge                         | Nominada  |        |
| 2019 | Premios Emmy                                        | Mejor serie de comedia                                  | Fleabag                                      | Ganadora  | [ 46 ] |
| 2019 | Premios Emmy                                        | Mejor actriz protagonista de comedia                    | Phoebe Waller-Bridge                         | Ganadora  | [ 46 ] |
| 2019 | Premios Emmy                                        | Mejor actriz de reparto de comedia                      | Sian Clifford                                | Nominada  | [ 46 ] |
| 2019 | Premios Emmy                                        | Mejor actriz de reparto de comedia                      | Olivia Colman                                | Nominada  | [ 46 ] |
| 2019 | Premios Emmy                                        | Mejor dirección de comedia                              | Harry Bradbeer por Episode 1 (Fleabag)       | Ganador   | [ 46 ] |
| 2019 | Premios Emmy                                        | Mejor guion de comedia                                  | Phoebe Waller-Bridge por Episode 1 (Fleabag) | Ganadora  | [ 46 ] |
| 2019 | Premios Satellite                                   | Mejor Serie Comedia o Musical                           | Fleabag                                      | Ganadora  | [ 47 ] |
| 2019 | Premios Satellite                                   | Mejor Actriz Principal en una Serie Comedia o Musical   | Phoebe Waller-Bridge                         | Ganadora  | [ 47 ] |
| 2019 | Premios Satellite                                   | Mejor Actor de Reparto en una Serie Comedia o Musical   | Andrew Scott                                 | Nominado  | [ 47 ] |
| 2019 | Premios Satellite                                   | Mejor Actriz de Reparto en una Serie Comedia o Musical  | Olivia Colman                                | Ganadora  | [ 47 ] |
| 2020 | Art Directors Guild Awards                          | Excelencia en diseño de producción en una monocámara    | Jonathan Paul Green (Episodio 5)             | Nominado  | [ 48 ] |
| 2020 | Premios BAFTA                                       | Mejor serie de comedia                                  | Fleabag                                      | Nominada  | [ 49 ] |
| 2020 | Premios BAFTA                                       | Mejor actriz en una serie de comedia                    | Phoebe Waller-Bridge                         | Nominada  | [ 49 ] |
| 2020 | Premios BAFTA                                       | Mejor actriz en una serie de comedia                    | Sian Clifford                                | Ganadora  | [ 49 ] |
| 2020 | Premios BAFTA                                       | Virgin TV's Must-See Moment                             | «The Confessional Scene»                     | Nominado  | [ 49 ] |

## Música
La hermana de Phoebe, Isobel Waller-Bridge, compuso la música para la primera temporada.

## Lanzamiento en DVD
| Temporada(s) | Episodios | Fecha de lanzamiento         | Fecha de lanzamiento             | Fecha de lanzamiento       | Adicional | Ref(s)               |
| Temporada(s) | Episodios | Región 2 (DVD) (Reino Unido) | Región B (Blu-ray) (Reino Unido) | Región 4 (DVD) (Australia) | Adicional | Ref(s)               |
| ------------ | --------- | ---------------------------- | -------------------------------- | -------------------------- | --- | -------------------- |
| 1            | 6         | 3 de octubre de 2016         | 15 de octubre de 2018            | 28 de marzo de 2018        | Distribuidor - Dazzler Media (Reino Unido) - ABC DVD (Australia) Información - 1 disco (DVD & BR) - 153 minutos - 16:9 (2.35:1) - 16:9 (recortado 1.78:1) (Australia) - Dolby Digital 2.0 (DVD) - DTS-HD Master Audio 2.0 (BR) - Subtítulos en inglés (SDH) Calificación por edades - BBFC: 15 - ACB: MA15+ | [ 51 ] [ 52 ] [ 53 ] |
| 2            | 6         | 6 de mayo de 2019            | 6 de mayo de 2019                |                            | Distribuidor - Dazzler Media (Reino Unido) Información - 1 disco (DVD & BR) - 150 minutos - 16:9 (2.35:1) - Dolby Digital 2.0 (DVD) - LPCM 2.0 (BR) - Subtítulos en inglés (SDH) Calificación por edades - BBFC: 15                                                                                         | [ 54 ] [ 55 ]        |
| 1 y 2        | 12        | 6 de mayo de 2019            | 6 de mayo de 2019                |                            | - Set de 2 discos (DVD & BR) - 303 minutos Ver los lanzamientos individuales para más información | [ 56 ] [ 57 ]        |